# Пшайновиця
Пшайновиця (словен. Pšajnovica) — поселення в общині Камник, Осреднєсловенський регіон, Словенія. Висота над рівнем моря: 656 м.